# Lago Huron
Il lago Huron (in inglese Lake Huron) è uno dei Grandi Laghi dell'America Settentrionale. Si trova tra Stati Uniti e Canada; in particolare, tocca l'Ontario a nord, est e sud, e il Michigan a ovest. Comprende la porzione orientale del bacino del lago Michigan-Huron, e la sua superficie si trova allo stesso livello di quella del lago Michigan, a cui è collegato tramite lo stretto di Mackinac, largo 8 km e profondo 37 metri.

## Geografia
Il lago ha una superficie di 59.600 km², di cui 36.001 km² appartenenti al Canada e 23.599 km² appartenenti agli Stati Uniti; il suo bacino idrografico misura complessivamente 134.000 km². Misura una lunghezza massima di circa 332 km e una larghezza massima di 295 km. Raggiunge la profondità di 229 m, e contiene un volume d'acqua di 3.540 km cubi. È il lago d'acqua dolce che possiede il maggiore sviluppo costiero del mondo: circa 2.980 km (escluse le coste delle isole interne). Il nome "Huron" deriva da quello della tribù indiana degli Uroni.
Il lago ha due grandi insenature, la Georgian Bay in territorio canadese e Saginaw Bay che appartiene allo Stato del Michigan. Fra i suoi immissari ci sono il Fiume Saint Marys (che convoglia le acque del Lago Superiore) e lo Stretto di Mackinac, che lo mettono in comunicazione con il lago Michigan. Le sue acque defluiscono verso il Lago Erie attraverso il Fiume Saint Clair, il lago Saint Clair e il fiume Detroit.
All'interno dello Huron si trova l'isola lacustre più grande del mondo, Manitoulin, che appartiene alla provincia canadese dell'Ontario. Nel lago ci sono anche moltissime altre isole minori.

## Storia
I primi europei a giungere al lago Huron furono i francesi: Etienne Brûlé intorno al 1612 e Samuel de Champlain nel 1615. Nel 1638, i missionari gesuiti francesi fondarono il primo insediamento, sulla Georgian Bay, Sainte-Marie-dans-les-Hurons.

## Economia
Il lago ospita un'intensa attività commerciale. Vi si naviga soprattutto con imbarcazioni dette lakers, strette e oblunghe, che trasportano ferro dalla zona del Lago Superiore verso l'Erie. La navigazione si interrompe da dicembre ad aprile, a causa del ghiaccio.
I principali porti dell'Huron nell'Ontario sono Midland, Collingwood, Port Huron, Goderich e Sarnia; nel Michigan sorgono invece Bay City, Alpena, e Cheboygan.
Nel lago si pratica la pesca, soprattutto di coregoni e trote.